# Arqueta de Sant Martirià

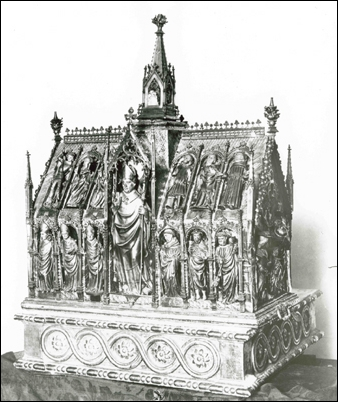
Alter Entwurf, noch ohne Kreuz in der Mitte

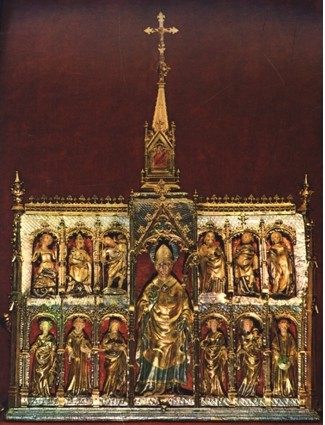
Seitenansicht vor dem Raub

Die Arqueta de Sant Martirià (Katalanisch für ‚Der Schrein des Heiligen Martirianus‘) ist ein gotischer Reliquienschrein aus dem 15. Jahrhundert, der die Reliquien des heiligen Martirià im Kloster von Sant Esteve de Banyoles in der spanischen Provinz Girona beherbergt.
Es ist eines der bedeutenden Werke der katalanischen Werkstatt von Francesc Artau.  Der Schrein wurde zwischen 1413 und 1453 in Girona gefertigt. Francesc Artau begann die Arbeiten, die von seinem Sohn Francesc Artau II. abgeschlossen wurden.

## Beschreibung

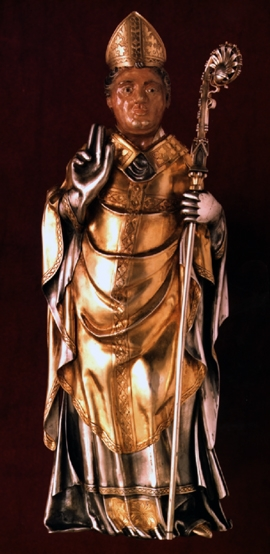
Einzelne Relieffigur des St. Martirià

Der Schrein aus Zypressenholz hat die Form einer gotischen Kirche mit einer rechteckigen Grundfläche von 65 × 32,5 cm mit einem Satteldach. Die gesamte Oberfläche ist mit getriebenem Silber überzogen und vergoldet. Der Schrein stellt 28 farbige Relieffiguren dar. Mit 71 cm ist das mittige Kreuz der höchste Punkt des Schreins. 
Die dargestellten Heiligen sind auf der einen Seite, oben: St. Michael, Maria Magdalena, ein Bischof / St. Ferriol, St. Thekla, Franz von Assisi; unten: die heiligen Bischöfe Nicolau, Eloi und Martí / St. Benedikt, St. Jakobus und St. Peter. Auf der anderen Seite, oben: St. Martha, St. Gregori und St. Kitts / St. Paul, St. Peter, St. Lucia; unten: St. Katharina, St. Stephan, St. Johannes der Täufer / St. Barbara, St. Ana, St. Feliu von Girona.
Auf den beiden Seitenflächen 61 × 29,2 cm  befinden sich zwei Reliefs mit einer Szene des Martyriums des heiligen Martirià und einer Madonna mit Engeln.

## Raub
Am 11. Januar 1980 wurden bei einem Kirchenraub einige Figuren demontiert und gestohlen. Das Bistum Girona unternahm zahlreiche Versuche um die Stücke wieder zu bekommen. 1997 konnte mit Hilfe eines niederländischen Sammlers einige fehlenden Teile zurückgeführt werden. Alle Reliefs wurden erst im Oktober 2009 bei der Wiederherstellung des  Reliquienschrein in Madrid in seinen ursprünglichen Zustand zurück versetzt. Die Restaurierung wurde vom spanischen  Ministerium für Kultur zusammen mit dem Bistum Girona durchgeführt. Nach der Wiederherstellung  kehrte der Schrein am 16. Oktober 2010 zurück in das Kloster von Banyoles Monasteri de Sant Esteve und wird dort in einem Raum mit neuen Sicherheitsmaßnahmen verwahrt.

## Trivia
Das Fest Festa de Sant Martirià findet jedes Jahr im Oktober zu Ehren des Heiligen in Banyoles statt. Es dauert von Samstag bis einschließlich Montag.